# Rudolf Noack
Pour les articles homonymes, voir Noack.
Rudolf Noack, surnommé Rudi, est un footballeur allemand, né le 30 mars 1913 à Hamburg-Harburg (un arrondissement de Hambourg) et mort le 30 juin 1947.

## Biographie
En tant qu'attaquant, il fut international allemand à trois reprises pour un but. Il eut deux sélections en 1934 (Hongrie et Tchécoslovaquie) et une sélection en 1937 (Suisse).
Il participa à la Coupe du monde de football 1934, en Italie. Il participa qu'à un seul match dans le tournoi, la demi-finale contre la Tchécoslovaquie. Il inscrit un but à la 59e minute, son seul but en sélection, insuffisant pour empêcher la Tchécoslovaquie d'aller en finale (1-3). Il remporte néanmoins le match pour la 3e place, contre l'Autriche.
En clubs, il joua dans des clubs de Hambourg (SV Harburg, Hambourg SV et SC Victoria Hambourg) et dans un club autrichien (First Vienna FC), avec qui il remporte en 1943 la Coupe d'Allemagne de football (3-2 après prolongations, dont deux buts en finale marqués par Rudolf Noack (53e et 113e minute)).
Avec la Seconde Guerre mondiale, il fut prisonnier de guerre par les soviétiques lors de l'occupation du IIIe Reich, et mourut dans un camp de prisonniers le 30 juin 1947.

## Clubs
- 19..-1931 : SV Harburg
- 1931-1934 : Hambourg SV
- 1934-19.. : SC Victoria Hambourg
- First Vienna FC

## Palmarès
- Coupe du monde de football
  - Troisième en 1934
- Coupe d'Allemagne de football
  - Vainqueur en 1943